# Kościół Chrystusa Króla w Radomiu
Kościół Chrystusa Króla w Radomiu – rzymskokatolicki kościół parafialny należący do parafii pod tym samym wezwaniem (dekanat Radom-Północ diecezji radomskiej).
Jest to świątynia zaprojektowana przez architekt Bożenę Łyjak, aneks został zaprojektowany przez architekta Zbigniewa Grządzielę i konstruktora Bogdana Cioka. Prace budowlane trwały w latach 1988–1992, kościół powstał dzięki staraniom księdza Jana Niziołka i parafian. Świątynia została dedykowana przez biskupa Stefana Siczka w dniu 31 maja 1992 roku. Budowla jest murowana, wybudowana została z czerwonej cegły, otynkowana jest tynkiem szlachetnym. Kościół został wzniesiony w typie halowym, dwa rzędy kolumn tworzą boczne nawy. Wystrój świątyni to projekt i wykonanie artysty Stanisława Bąkowskiego.